# Herman Van den Broeck

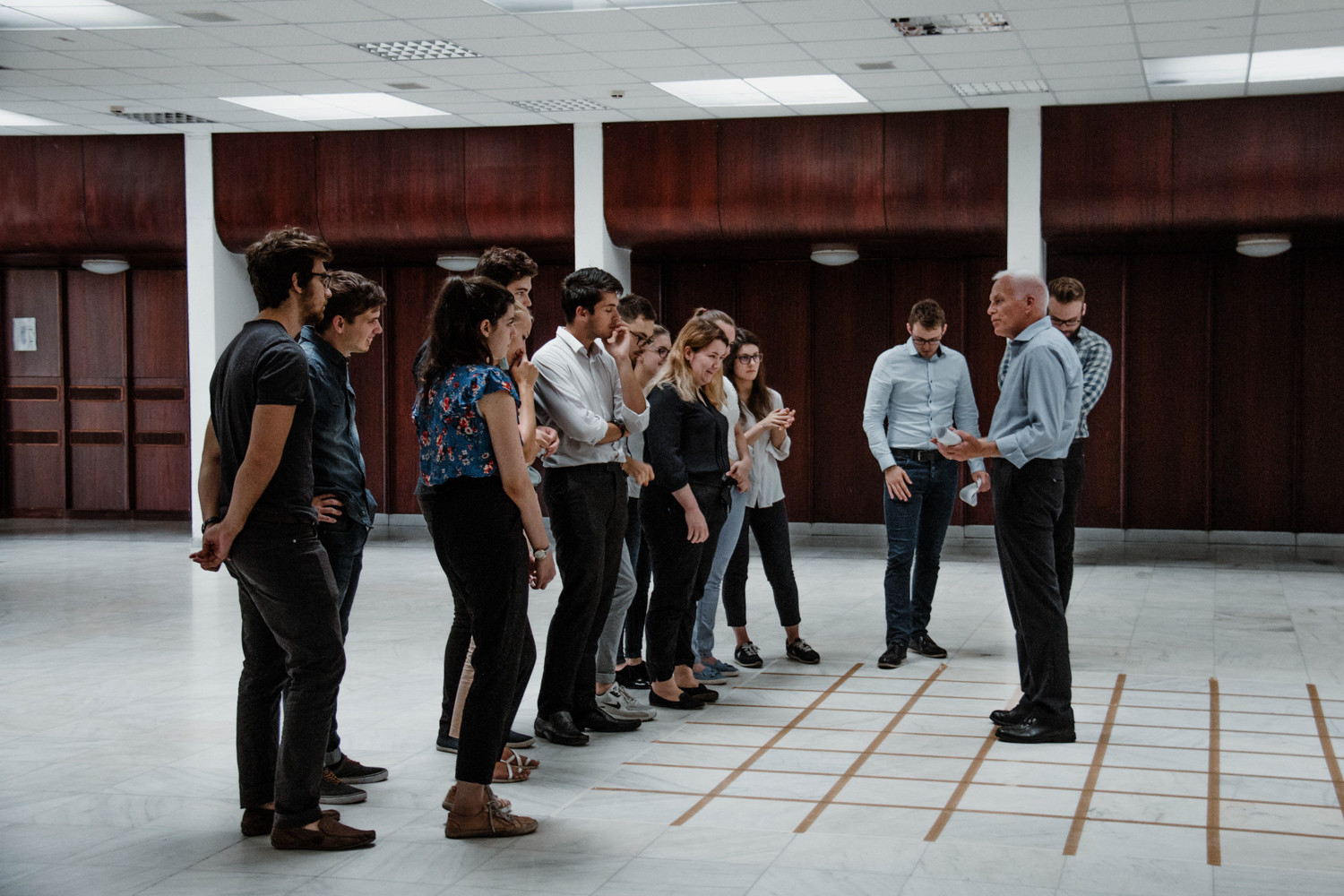
Herman Van den Broeck is teaching in Mathias Corvinus Collegium (Budapest, Hungary)

Herman Van den Broeck (1955 –) belga pszichológus.
A Vlerick Business School oktatója, a pedagógiai és pszichológiai tudományok terén szerzett doktori címet. Emellett a Genti Egyetem Üzlet- és Közgazdaságtudományi Karán is oktatói tevékenységet végez. Tanulmányait az brit Lancaster University intézményében végezte. A főbb érdeklődési és kutatási területei a kognitív pszichológia, a szociális és érzelmi intelligencia és a vezetéselmélet. Legújabb könyve a (prof. David Venterrel közr.) “Beyonders. Transcending Average Leadership” címmel jelent meg. Magyar nyelven (prof. David Venterrel közr.) a Lépésről lépésre a boldogsághoz című könyvét adták ki. Előadásokat tart továbbá a szociális képességek fejlesztése, a változás-menedzsment és a motiváció témakörében. [1]
Magyarországon a Mathias Corvinus Collegium vezetőképző klubjának vendégelőadója.